# Goat Simulator
Goat Simulator je akční videohra vyvinutá a vydaná studiem Coffee Stain Studios. Pro Windows byla vydána v dubnu 2014 a porty pro Linux a OS X byly vydány v červnu 2014. Mobilní verze pro Android a iOS byly vydány v září 2014. Verze pro Xbox 360 a Xbox One byly vydány v dubnu 2015 a pro PlayStation 3 a PlayStation 4 v srpnu 2015; tyto porty vyvinula společnost Double Eleven. Verze pro Nintendo Switch obsahující hru a stahovatelný obsah byla vydána v lednu 2019 a remasterovaná verze pro PlayStation 5, Windows a Xbox Series X/S byla vydána v listopadu 2024.
Vývojáři hru přirovnávají ke skateboardovým hrám, kde však hráč ovládá kozu, jejímž cílem je v otevřeném světě hry způsobit co největší škodu, bez jakýchkoli dalších větších cílů. Hra, původně vyvinutá jako žertovný prototyp z interního game jamu a zobrazená v rané alfa verzi v YouTube videích, se setkala s nadšením a pozorností, což studio přimělo k tomu, aby hru vyvinulo do stavu, ve kterém by ji bylo možné vydat a zároveň by si zachovala různé zanedbatelné bugy a chyby, aby si hra udržela svou zábavnou hodnotu.
Hra obdržela smíšené recenze: někteří recenzenti hru chválili za poskytnutí humorného sandboxového rozhraní pro experimentování, zatímco jiní kritizovali závislost hry na sociálních médiích, která zpopularizovala jinak jednoduchý produkt plný chyb. Pokračování, Goat Simulator 3,  bylo vydáno v listopadu 2022.

## Hratelnost
Goat Simulator je otevřená hra z pohledu třetí osoby, ve které hráč ovládá kozu jménem Pilgor. Hráč může v roli kozy volně prozkoumávat herní svět, zasazený do příměstského prostředí, a skákat, běhat, drkat do věcí a olizovat předměty. Olizováním předmětů se kozí jazyk k předmětu přilepí a umožní hráči táhnout předmět za sebou, dokud ho nepustí. Hráč může kdykoli nechat kozu spadnout do ragdoll modelu, čímž umožní herní fyzice převzít kontrolu nad jejím pohybem nebo nechat hru běžet ve zpomaleném záběru. Řada environmentálních prvků umožňuje hráči manipulovat s kozou a provádět s ní kaskadérské kousky, jako je odrážení od trampolín nebo vypouštění kozy do vzduchu pomocí velkých ventilátorů. Hra obsahuje bodovací systém podobný skateboardovým hrám jako Tony Hawk's Pro Skater, kde provádění triků nebo jiných akcí přináší hráči body, zatímco řetězení takových triků dohromady pomáhá vytvořit násobitel, který se vztahuje na celkové skóre triků provedených v sekvenci. Hráč má zadány různé dobrovolné herní cíle, jako je dosažení určité výšky, dokončení salta nebo zničení určitých objektů.
V herním světe jsou ukryty malé zlaté sošky koz. Získáním těchto sošek se postupně odemykají mutátory, mezi kterými lze přepínat v hlavní nabídce hry. Každý z nich přidává ke standardní koze jedinečnou mechaniku a/nebo vzhled, například změnu modelu kozy na démonickou kozu, žirafu, pštrosa, vorvaň nebo robota, nebo přidání jetpacku ke koze, který lze kdykoli aktivovat. Po mapě jsou roztroušeny různá velikonoční vajíčka, například hrad, kde se lze stát Královnou všech Koz, nebo místo kde koza získá útok podobný rotačnímu útoku Ježka Sonica. Hlavní vývojář hry Armin Ibrisagic po vydání poznamenal, že prostředí hry je parodií na koncept očistce a zanechal odkazy na nebe a peklo, které fanoušci později našli. Ibrisagic také poznamenal, že do hry byly zahrnuty některé prvky vycházející z ukrajinské revoluce z roku 2014.

## Vývoj

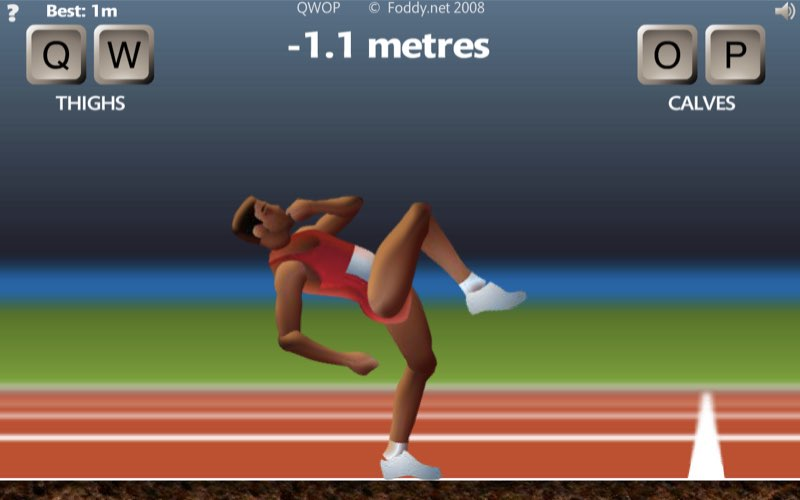
Hra Goat Simulator měla původně napodobovat hru QWOP (na obrázku), jejíž název odkazuje na čtyři klávesy používané k pohybu svalů postavy sprintera.

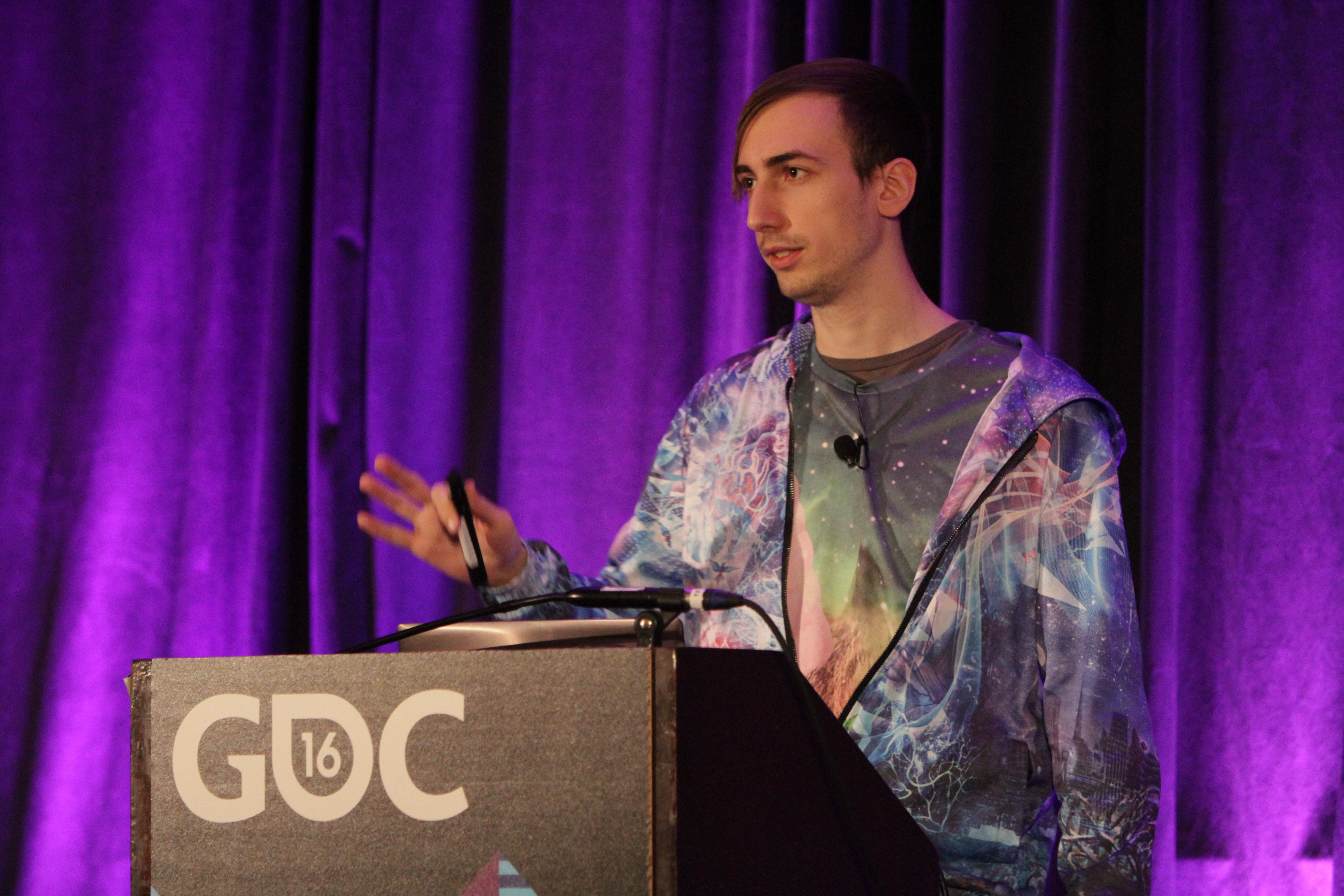
Herní designér Armin Ibrisagic prezentuje na Game Developers Conference 2016 hru Goat Simulator.

Hra Goat Simulator vznikla jako žertovný prototyp z interního měsíčního game jamu, který v roce 2014 uspořádalo studio Coffee Stain Studios po dokončení práce na hře Sanctum 2. Hlavní vývojář Armin Ibrisagic popsal hru jako „klasickou skateboardovou hru, jen místo skejťáka jste koza a místo triků ničíte věci“. Nápad vznikl poté, co byla hra původně navržena jako variace hry QWOP, kde by hráč samostatně ovládal jednotlivé končetiny kozy pomocí různých kláves; tento koncept byl odmítnut ve prospěch hratelnosti spíše ve stylu Tony Hawk's Pro Skater, kterou finální verze nabízí. Ibrisagic se zaměřil na kozy poté, co se v žertu snažil přesvědčit své kolegy, že kozy dosáhnou stejné virální pozornosti na internetu jako dosáhly kočky.
Prototyp používal fyzikální engine Nvidia PhysX a Apex s ragdoll fyzikou pro modely koz a lidí v rámci herního enginu Unreal Engine 3, který vývojáři znali ze série Sanctum. Herní prvky byly zakoupeny od externích dodavatelů, jako například původní model kozy, který studio získalo k použití za méně než 20 dolarů. Prototyp měl být parodií na různé další „podivně úspěšné“ simulační hry, které jsou v současnosti k dispozici, jako například Euro Truck Simulator. Ibrisagic neměl v úmyslu, aby se z prototypu stal plnohodnotný titul, místo toho ho pouze nabídl pro sebe a další vývojáře jako možnost, kde by se mohli naučit pracovat s Unreal Engine 3 a vyvíjet vážnější prototypy.
Záběry ze hry v alfa verzi Coffee Stain zveřejnilo na YouTube, kde během dvou dnů získaly více než milion zhlédnutí a velkou odezvu od fanoušků, kteří požadovali plné vydání hry, částečně kvůli různým závadám v enginu prototypu. Atraktivitu videa si všiml i zemědělský časopis Modern Farmer. Někteří novináři navrhovali, aby byla hra dopracována do plnohodnotné hry, i když věděli, že je míněna jako žert; redaktor webu GameSpot Danny O'Dwyer podpořil vydání plnohodnotné hry s argumentem, že „hry by občas měly být hloupé“.
Velká pozitivní odezva na záběry z alfa verze přesvědčila studio, aby vyvinulo Goat Simulator jako plnohodnotný titul pro Steam, což ke hře přilákalo více lidí. Tým, který neměl plnohodnotné vydání v plánu, zvažoval, zda oslovit velkého vydavatele, aby získal finanční prostředky a pomohl z titulu udělat něco jako Grand Theft Auto, ale rozhodl se zůstat u malého, levného titulu, který by více odpovídal videu z upoutávky. Ibrisagic si uvědomil, že závady byly součástí atraktivnosti hry, a proto se snažil opravit pouze softwarové chyby, které by mohly způsobit pád hry, a ponechal ostatní závady a chyby spojené s fyzikálním enginem, protože jejich výsledky byly „opravdu k popukání“. Omezili se na krátkou dobu vývoje v délce čtyř týdnů bez důrazného dohledu vedení, aby si stanovili naléhavý, ale realistický cíl dovést hru do hratelného stavu. Ibrisagic považoval za důležité, aby hra byla podporována na Steamu, ale zpočátku se obával, že Valve svérázný titul nepřijme. Místo toho zjistil, že společnost Valve titul vstřícně přijala, včetně žertovné odpovědi od společnosti, která uvedla: „[Marketingový manažer Valve DJ Powers] začal do práce nosit kostým kozy, je z této hry dost nadšený.“ V rámci vydání hry přidalo Coffee Stain podporu pro Steam Workshop, který by hráčům umožňoval upravovat hru s vědomím, že si pravděpodobně vytvoří úrovně a scénáře, které budou způsobovat vtipné závady a shazovat hru. Přestože fyzikální engine umožňuje spektakulární vykreslení destrukce herního prostředí, což je hlavním rysem hry, Coffee Stain uznalo nevýhodu tohoto enginu, protože „by se to v multiplayeru strašně synchronizovalo“. Odhadovali, že přidání multiplayeru by odstranilo „90 procent fyziky“ a mnoho dalších funkcí, a proto hru při vydání ponechali jako hru pro jednoho hráče. Studio usoudilo, že dokončení verze pro Windows mu zabralo jen pár měsíců, a proto se rozhodlo outsourcovat verze pro macOS a Linux, přičemž portování měl na starosti Ryan Gordon.

### Vydání a marketing
Studio Coffee Stain Studios celosvětově vydalo hru 1. dubna 2014 s vědomím, že spojení data s aprílem by mohlo vyvolat pochybnosti o její platnosti. Ti, kteří si hru předobjednali prostřednictvím webových stránek Coffee Stain, získali předběžný přístup k titulu tři dny před vydáním. Oficiální trailer k vydání hry je volnou parodií na trailer k Dead Island, který mezi záběry ze hry ukazuje i obrácené zpomalené záběry kozy, která po vymrštění z vybuchující benzinové pumpy nabourá do budovy.
Studio vydalo 3. června 2014 bezplatnou expanzi a aktualizaci, které kromě opravy závažných problémů přidaly nové modely koz, novou mapu k prozkoumání založenou na přímořském městečku s karnevalem a lokální multiplayer až pro 4 hráče na rozdělené obrazovce. Ibrisagic věřil, že přidání podpory multiplayeru vedle podpory Steam Workshopu by umožnilo kreativním uživatelům vyvíjet nové herní režimy, které by rozšířily hratelnost hry. Aktualizace také přidala další ovládací prvky, které může hráč použít k tomu, aby koza předváděla různé freestyle triky srovnatelné s těmi v Tony Hawk's Pro Skater. Dne 20. listopadu 2014 studio vydalo druhou bezplatnou aktualizaci hry s názvem „Goat MMO Simulator“, která obsahovala herní režim parodující masivní multiplayerové online hry jako World of Warcraft, přičemž zůstala v režimu pro jednoho hráče nebo lokálního multiplayeru.
Dne 7. května 2015 byla vydána placená expanze s názvem „GoatZ“ jako stahovatelný obsah pro hru na osobních počítačích a samostatná aplikace pro mobilní zařízení. Vyvinulo ji partnerské studio Coffee Stain Studios, Gone North Games. Obsah expanze paroduje hry o přežití v zombie apokalypsách, jako je DayZ, a zahrnuje novou mapu a herní aspekty, jako je boj se zombie a crafting. Samotný název se inspiruje hrou DayZ a také šokující stránkou goatse.cx. V rámci křížové propagační aktualizace „GoatBread“ s hrou I Am Bread od Bossa Studios, která byla nabídnuta koncem roku 2015, umožnila bezplatná aktualizace hráčům ovládat kus chleba jako svého avatara, zatímco do hry I Am Bread byl přidán v režimu „RAMpage“ založený na obsahu ze hry. Dalším doplňkem, DLC balíček „Payday“, byl balíček křížové propagace s hrou Payday 2 od Overkill Software. Do hry byl přidán obsah inspirovaný herní sérií Payday spolu s dalšími hratelnými postavami, včetně velblouda, plameňáka a delfína na invalidním vozíku. Do hry Payday 2 byl přidán obsah s tematikou hry Goat Simulator. Tyto aktualizace byly vydány v lednu 2016. Do hry Rocket League byl v polovině roku 2016 v aktualizaci přidán dekorativní obsah ze hry. Další expanzi s názvem „Waste of Space“ opět vyvinulo studio Gone North Games a vyšla 26. května 2016. Expanze obsahovala novou mapu založenou na vesmírné kolonii, která si utahuje z většiny současných žánrů sci-fi médií.
Porty pro macOS a Linux byly vydány 27. června 2014. Po digitálním vydání hry se společnost Koch Media dohodla na distribuci hry v maloobchodních prodejnách ve Spojeném království a EU od května 2014. Podobně se společnost Deep Silver obrátila na Coffee Stain Studios, aby se dohodla na vydání titulu na severoamerických maloobchodních trzích od července 2014. Na srpnové prezentaci společnosti Microsoft na konferenci Gamescom 2014 byla hra oznámena jako jedna z několika titulů, které s pomocí studia Double Eleven vyjdou na platformě Xbox One a později bylo potvrzeno, že dorazí i na Xbox 360, přičemž obě verze byly vydány 17. dubna 2015. Společnost Koch Media také distribuovala maloobchodní verzi pro Xbox One, včetně veškerého dalšího stahovatelného obsahu, po celé Evropě s vydáním 4. března 2016. Studio Coffee Stain Studios také v září 2014 vydalo porty pro iOS a Android. Každý stahovatelný obsah je samostatná aplikace pro iOS a Android a každá z nich (kromě Goat Simulator: Payday) obsahuje exkluzivní mapu pro mobilní zařízení. Verze pro PlayStation 3 a PlayStation 4, také portované společností Double Eleven, byly vydány 11. srpna 2015.
Po akvizici společnosti Coffee Stain Studios společností THQ Nordic AB dne 14. listopadu 2018 bylo oznámeno vydání verze hry pro Nintendo Switch. Verze Goat Simulator: The GOATY, která obsahuje všechny dosavadní expanze, byla vydána 23. ledna 2019.
Vydání remasterované verze bylo oznámeno v roce 2024. Kromě aktualizované grafiky obsahuje všechen stahovatelný obsah včetně obsahu vydaného pouze pro mobilní verze, a také další vylepšení kvality hry. Verze pro PlayStation 5, Windows a Xbox Series X/S vyšla 7. listopadu 2024.

## Přijetí
| Agregátor  | Skóre                                           |
| ---------- | ----------------------------------------------- |
| Metacritic | iOS: 68/100 PC: 62/100 PS4: 58/100 XONE: 53/100 |

| Udělil         | Skóre  |
| -------------- | ------ |
| Destructoid    | 3/10   |
| Eurogamer      | 7/10   |
| Game Informer  | 5/10   |
| GameRevolution | 2.5/5  |
| GamesRadar+    | 1.5/5  |
| IGN            | 8/10   |
| PC Gamer (US)  | 30/100 |
| TouchArcade    | 4/5    |

Podle agregátoru recenzí videoher Metacritic hra po vydání obdržela „smíšené“ recenze. Hra byla na Independent Games Festival v roce 2015 jmenována čestným uznáním v kategorii Excelentní zvuk.
Dan Whitehead z Eurogameru pochválil Coffee Stain Studios za to, že do hry vložili dostatek obsahu a potenciální expanze přes Steam, aby dokázali, že se nejedná o pouhý žertovný titul, ale spíše o krátké odreagování, „do kterého se hráč dobrovolně zapojuje“. Dan Stapleton z IGN považoval titul za „chytrou interaktivní parodii veškeré rozbité herní fyziky, kterou jsme viděli v otevřených světech“ a navzdory tomu, že byl krátký, byl „sakra zábavný“. Tim Turi z Game Informeru uvedl, že první hodina hraní by byla zábavná, ale kvůli nedostatku rozsáhlejších funkcí ji „nedoporučuje nikomu, kdo hledá víc než jen jednorázovou zábavu“. Steve Tilley z Toronto Sun popsal hru jako takovou, u které „si většina hráčů užije několik hodin zábavy a pak ji odloží jako občasnou hru, kterou vytáhnou, když se budou obzvlášť nudit“.
Rich Stanton z deníku The Guardian byl vůči hře velmi kritický a poznamenal, že si je titul uvědom své nízké kvality, a uvedl, že vytvoření a propagace hry „ukazuje, jak sociální média a internet zesilují naše sklony k pasivitě“. Andy Kelly z PC Gameru byl k titulu také kritický a označil ho za „špatnou, amatérskou a nudnou hru“ a domníval se, že jeho popularita je způsobena pouze z doslechu a z YouTube videí, která přiměla hráče k tomu, aby si hru sami koupili.
Přestože byly kritické recenze smíšené, hra se mezi hráči těšila velké oblibě. Alfa verze hry, stejně jako Let's Play videa na předběžných kopiích, jako například od PewDiePie a Fernanfloo, se před vydáním těšily velké poptávce. Ibrisagic uvedl, že Coffee Stain Studios vydělalo své náklady za vývoj během několika minut od uvedení hry na Steamu. Studio oznámilo, že k srpnu 2014 se prodalo téměř milion kopií hry, což překonalo výsledky jejich ostatních her za předchozí čtyři roky. Mobilní verze pro systémy iOS a Android dosáhla 100 000 stažení během 6 dnů od spuštění. Do poloviny ledna 2015 se na všech platformách prodalo přes 2,5 milionu kopií hry. Během prezentace na Game Developers Conference v roce 2016 Ibrisagic prozradil, že hra vydělala více než 12 milionů dolarů, oproti Sanctum a Sanctum 2, které obě vydělaly méně než 2 miliony dolarů. Hra byla vnímána jako převratný titul na rozdíl od typických AAA titulů; generální ředitel Paradoxu Fredrik Wester měl pocit, že je třeba vydávat více her podobných Goat Simulatoru, a prohlásil: „Musíte mít výhodu, a proto říkám ‚více Goat Simulatoru a méně Call of Duty‘ pro Paradox, protože tu výhodu potřebujeme. Je pak snazší se dostat ven na trh a ukázat, co děláte“ a dodal, že „Lidi už nebaví exploze a dubstep. Viděli jsme to už milionkrát.“
Díky úspěchu hry se studio Coffee Stain Studios rozhodlo licencovat prvky s tematikou Goat Simulatoru u externích dodavatelů. To také umožnilo studiu stát se v roce 2017 vydavatelem videoher pro menší studia.
Následovalo několik her, které se snažily zachytit stejnou potrhlou hratelnost s nepředvídatelnými fyzikálními enginy jako Goat Simulator, včetně Bear Simulator a I Am Bread. Goat Simulator a Surgeon Simulator z roku 2013 jsou často považovány za první příklady her typu „YouTube návnad“, které byly záměrně navrženy tak, aby oslovily publikum sledující hru, ale postrádající jakékoli herní hodnoty.

## Sequel
Sequel byl oznámen v červnu 2022 během Summer Game Festu pro Windows, PlayStation 5 a Xbox Series X/S s vydáním 17. listopadu 2022. Nese název Goat Simulator 3, přičemž název Goat Simulator 2 byl záměrně vynechán. Hra Goat Simulator 3 obsahuje podporu pro online multiplayer pro čtyři hráče, včetně několika miniher pro multiplayerové režimy. Hru vyvíjí studio Coffee Stain North, které se dříve staralo o některé expanze pro hru. Upoutávka byla parodií na upoutávku na Dead Island 2.

## Adaptace
Herní vývojář Zen Studios vydal 29. srpna 2024 hrací automat s tematikou Goat Simulator pro Pinball FX, což Gamespot označil za dosud nejpodivnější crossover.